# 4th/7th Royal Dragoon Guards
Die 4th/7th Royal Dragoon Guards waren ein Kavallerieregiment der britischen Armee, das von 1922 bis 1992 bestand und ab 1939 Teil des Royal Armoured Corps war.

## Geschichte

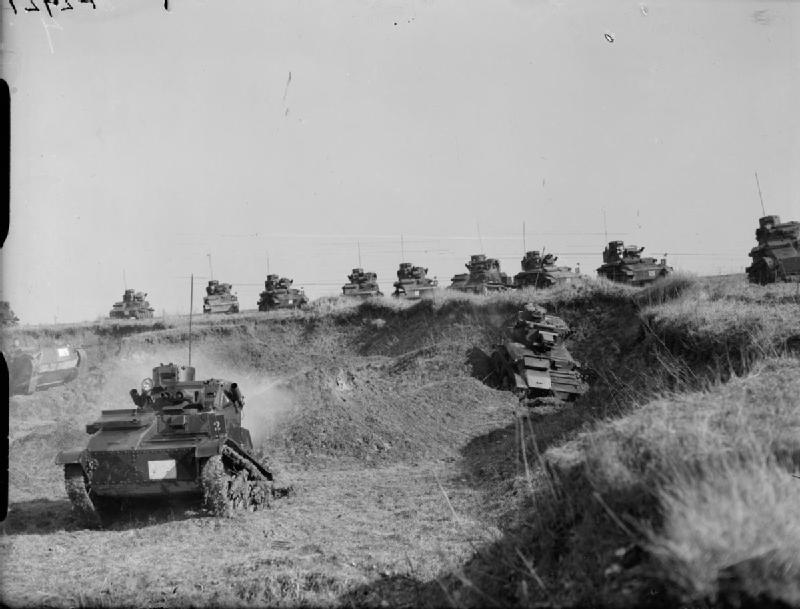
Light Tanks Mk VI der 4th/7th Dragoon Guards in Frankreich, 1940

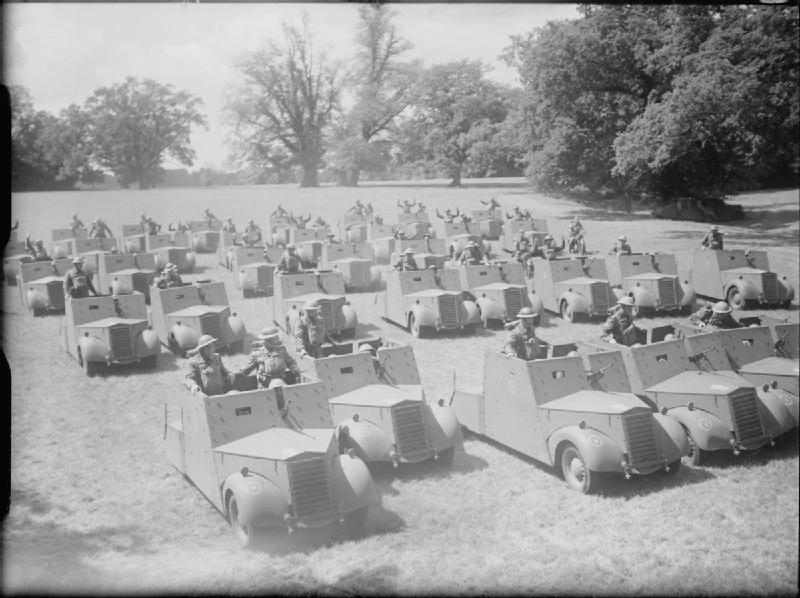
Standard-Beaverette-Panzerwagen der 4th/7th Dragoon Guards, 1940

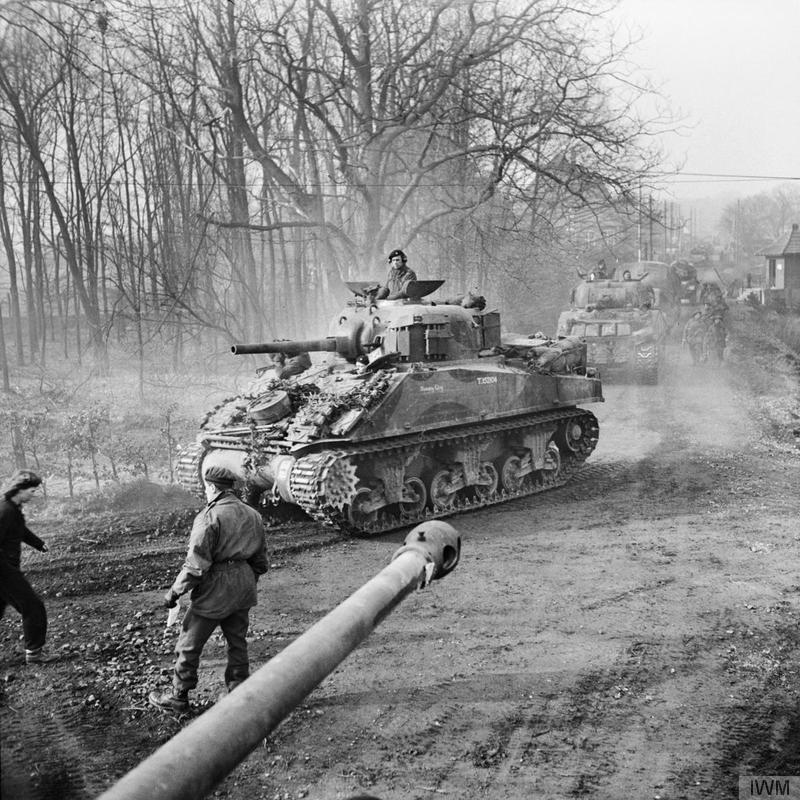
Sherman-Panzer der 4th/7th Dragoon Guards in Goch, 1944

Das Regiment entstand am 22. Oktober 1922 in Britisch-Indien durch Verschmelzung der 4th Royal Irish Dragoon Guards mit den 7th Dragoon Guards (Princess Royal’s) und hieß zunächst 4th/7th Dragoon Guards. Die neue Einheit kehrte 1929 aus Indien nach Großbritannien zurück. Dort wurde der Regimenstname am 6. Mai 1935 zu 4th/7th Royal Dragoon Guards erweitert. Im Herbst 1938 wurde das Regiment mechanisiert und zunächst mit Mk-II-Panzern ausgerüstet. Im April des folgenden Jahres wurde es Teil des Royal Armoured Corps.
Das Regiment war die erste Panzereinheit, die im Zweiten Weltkrieg zur Unterstützung des britischen Expeditionskorps nach Frankreich entsandt wurde und kämpfte beim anschließenden Rückzug nach Dünkirchen (1940). Es musste seine Fahrzeuge zurücklassen und wurde mit Panzerwagen als Aufklärungseinheit neu ausgerüstet. Im Dezember 1940 wurde ein Kader von Männern aus dem Regiment ausgegliedert, die den Stammkader für das neuaufgestellte Panzerregiment der 22nd Dragoons zu bilden, das nach Kriegsende 1945 wieder aufgelöst wurde. 1943 begannen die 4th/7th Royal Dragoon Guards mit dem Training mit schwereren Amphibienpanzern zur Vorbereitung auf die Landung in der Normandie. Am D-Day (6. Juni 1944) landeten die Panzer des Regiments als erste am Gold Beach. Sie führten anschließend den Vormarsch in Richtung Caen an. Das Regiment nahm am Ausbruch aus dem Normandie-Brückenkopf teil, überquerte als erste Panzereinheit die Seine und spielte eine wichtige Rolle bei der Befreiung von Lille (2. September 1944). Ihre Panzer führten auch die Kolonne an, die während der Operation Market Garden (1944) auf Arnheim vorrückte. Anschließend kämpften sie bis zum Ende des Konflikts in Nordwestdeutschland.
Nach dem Krieg wurde das Regiment von 1946 bis 1948 in das Mandatsgebiet Palästina entsandt, um dort bei Friedensmissionen zu helfen. Anschließend verlegte es nach Libyen, bevor es 1954 nach Westdeutschland zurückkehrte. Dies war die erste von sechs Stationierungen dort mit der Britischen Rheinarmee. Einzelne Schwadronen wurden Mitte der 1960er Jahre nach Aden und Zypern entsandt, und Teile des Regiments dienten 1966, 1969, 1972, 1974, 1976, 1978, 1983 und 1987 in Nordirland. In den 1970er und 1980er Jahren übernahm das Regiment zudem regelmäßige Friedensmissionen auf Zypern.
Am 1. August 1992 wurde das Regiment mit den 5th Royal Inniskilling Dragoon Guards zu den Royal Dragoon Guards verschmolzen. Die Royal Dragoon Guards führen die Traditionen der 4th/7th Dragoon Guards bis heute weiter.

## Colonels
Colonel-in-Chief des Regiments waren:
- 1922–1931: Louise, Princess Royal
- 2003–2015: Katharine, Duchess of Kent

Colonel of the Regiment waren:
- 1922–1930 (4th DG): Lieutenant-General Sir Edward Cecil Bethune
- 1922–1928 (7th DG): Major-General Sir Henry Ewart, 1. Baronet
- 1930–1940: Major-General Arthur Solly-Flood
- 1940–1948: Lieutenant-General Sir Adrian Carton de Wiart
- 1948–1958: Major-General John Aizlewood
- 1958–1963: Colonel Ronald Altham Moulton-Barrett
- 1963–1973: Major-General James Arthur d’Avigdor-Goldsmid
- 1973–1979: Major-General Ian Gordon Gill
- 1979–1983: Lieutenant-General Sir Rollo Pain
- 1983–1989: General Sir Robert Ford
- 1989–1992: Brigadier Robert John Baddeley

## Battle Honours
Das Regiment führte die Battle Honours seiner beiden Vorgängerregimenter weiter. Zusätzlich wurden dem Regiment für Leistungen im Zweiten Weltkrieg folgende Battle Honours verliehen (englische Originalbezeichnungen):
- Dyle
- Dunkirk 1940
- Normandy Landing
- Odon
- Mont Pincon
- Seine 1944
- Nederrijn
- Geilenkirchen
- Roer
- Rhineland
- Cleve
- Rhine
- Bremen
- North-West Europe 1940
- North-West Europe 1944–45